# Eureka (Wisconsin)
Eureka é uma cidade dos Estados Unidos, localizada no Etsado de Wisconsin, mais precisamente no Condado de Racine.

## Demografia
Segundo o censo norte-americano de 2000, a sua população era de 1.338 habitantes.

## Geografia
De acordo com o United States Census Bureau tem uma área de 
141,8 km², dos quais 139,5 km² cobertos por terra e 2,3 km² cobertos por água.